# Xiongshan
Xiongshan (kinesiska: 熊山) är ett stadsdelsdistrikt i sydöstra Kina. Det ligger i Zhenghe härad i staden Nanping i provinsen Fujian, omkring 150 kilometer norr om provinshuvudstaden Fuzhou.  